# Камчатка
Камча́тка — полуостров в северо-восточной части Евразии на территории России. Омывается с запада Охотским морем, с востока — Беринговым морем и Тихим океаном.

## Этимология
Название «Камчатка», отнесённое к реке, встречается впервые на чертеже Сибири Петра Годунова 1667 года.
Ещё до прихода русских Камчатку населяло несколько народностей: ительмены, коряки, чукчи, айны.
Существует более 20 версий происхождения топонимического названия «Камчатка»; некоторые из них приведены ниже.
1. На языке айнов полуостров Камчатка, вкупе с Курильскими островами, назывался Чупка (также Тюпка, Цюпка), дословно — «место восхода солнца»[4][5].
2. По одной из версий, название собственно полуострова Камчатка является составным словом айнского происхождения из следующих частей: кам «простираться» + чак «взрываться» + ка «место»; изначальный топоним — Камчакка — со значением «пространная [и] взрывающаяся местность»[6].
3. По другой версии, полуостров получил название от корякского наименования долины р. Камчатки — Кончат[7].
4. По версии Б. П. Полевого[3], название полуострова Камчатка произошло от реки Камчатка, а река была названа в честь Ивана Камчатого. В 1659 году для ясачного сбора были направлены на реку Пенжина Фёдор Чукичев и Иван Иванов по прозвищу «Камчатый» (прозвище было дано вследствие того, что он носил шёлковую рубашку, в те времена шёлк называли «камчатой тканью» или «дамаском»). Иван Камчатый — колымский казак, поверстанный в 1649 году по собственному желанию, в прошлом —промышленный человек. В честь Ивана Камчатого один из притоков реки Индигирки в 1650-х годах уже называли «Камчаткой». В своём походе они не ограничились реками Парень и Пенжина, а посетили также реку Лесную, где встретились с колымским казаком Леонтием Федотовым сыном и промышленным человеком Савой Анисимовым Шароглазом (Сероглазом). Известно, что поднявшись в верховье реки Лесная, они перевалили на восточное побережье Камчатки, по руслу реки Караги вышли на берег Берингова моря, где некоторое время занимались промыслом «рыбьего зуба» (моржовая кость). В 1662 году верхнеколымскими юкагирами все участники похода были обнаружены убитыми возле зимовья Чукичева на реке Омолон — «Блудная». Считается, что поход Ивана Камчатого породил среди ительменов необычную для этого народа легенду «о славном, уважаемом воине Конш(ч)ате», которую впоследствии услышали Георг Стеллер и Степан Петрович Крашенинников. Леонтий Федотов сын и Сава Сероглаз перебравшись в низовья реки Камчатки на один из её притоков, которую впоследствии стали называть «Федотовкою», передали ительменам рассказ об Иване Камчатом. Так как ительмены на реке Камчатка не могли знать об Иване Камчатом, его путь проходил северней. Другим же русским исследователям Камчатки ительмены передали легенду об Иване Камчатом, то есть о Конш(ч)ате.
5. Есть и другие предположения. Русские первопроходцы на Камчатском полуострове встречали морских котиков (кам-котиков) и охотились на них; отсюда мог возникнуть топоним «Камчатка» — «земля камчатов». Ранее слово «камчат» в значении «большой бобр» проникло в русские говоры при взаимодействии с татарскими торговцами и распространилось на всю Сибирь. Тюркское камка, уйгурское кимхап, кимхоб в таджикском языке означают «узорчатая ткань» (дамаст); это слово происходит от китайского кин хуа («золотой цветок»). Для оторачивания шапок татары использовали не ткань, а шкуру бобра (или другого зверя), что по-татарски — кама, кондыз (отсюда происходят слова «камчат», «кымшат»), откуда, как полагают, и берёт начало название полуострова[8].
6. Существует версия, что Камчатка — это русифицированный вариант якутского хамчаккы, хам-чаткы, возведённое от хамса («камча») — курительная трубка, либо от глагола хам-сат («камчат») — «шевелиться, колыхаться»[9].

Этноним «Камчадал» возник не ранее 1690-х годов. Только в 1690-х годах русские узнали, что ительмены — совсем не коряки, а особый народ. В те времена было принято местных жителей называть по названию рек: так от реки Опуки появились «опуцкие люди», от реки Олюторы — «олюторские», по реке Похаче — «Погыче» — «погыцкие», а от реки Камчатки — «камчатцкие», которые уже во времена Атласова стали называть «камчадальцами» или кратко «камчадалами», а отсюда, некоторое время спустя, южный полуостров стали иногда называть «Камчадалией» или «Камчадальской землёй», поэтому ительмены этноним «камчадалы» не считают ительменским словом.

## География

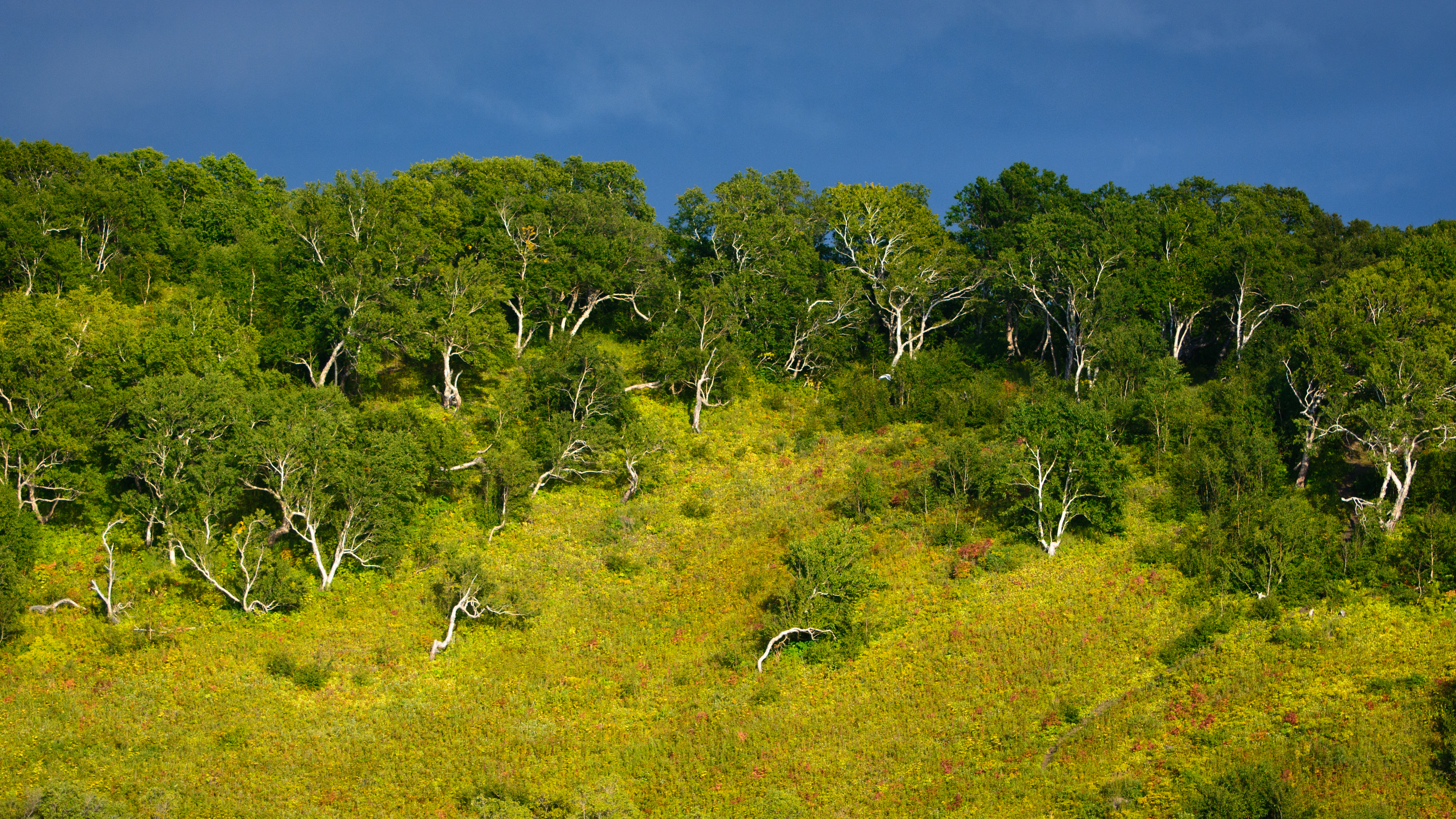
Берёзовый лес на Камчатке

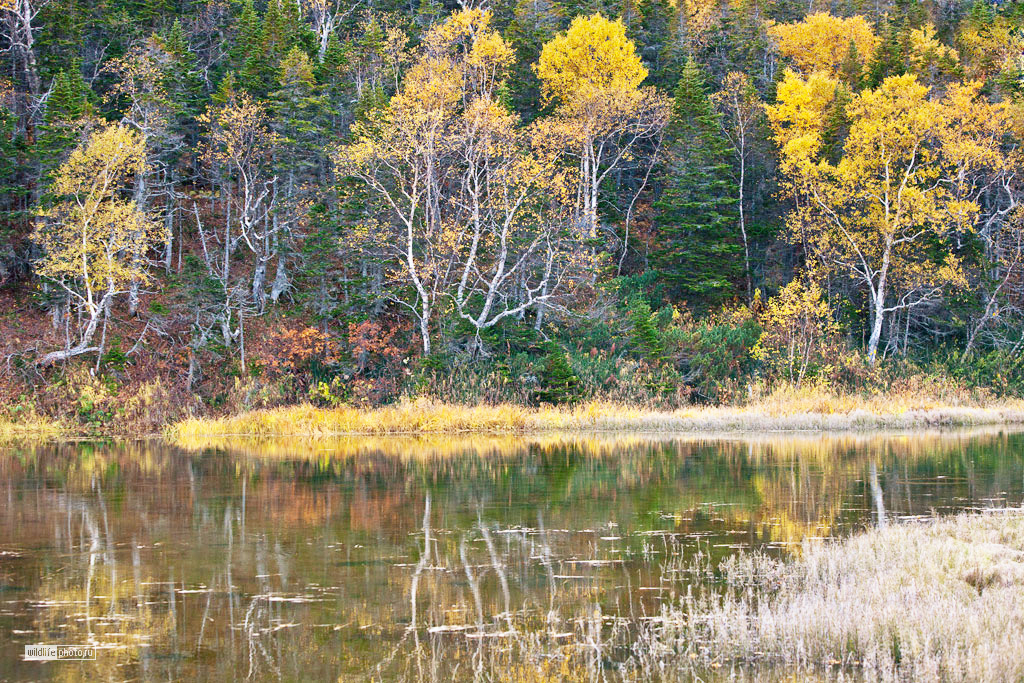
Смешанный лес на Камчатке

Полуостров вытянут с севера на юг на 1200 км. Соединяется с материком узким (до 93 км) перешейком. Наибольшая ширина (до 440 км) — на широте мыса Кроноцкий.
Общая площадь полуострова ~ 270 тыс. км².
Восточный берег полуострова сильно изрезан, образует крупные заливы (Авачинский, Кроноцкий, Камчатский, Озерной, Карагинский, Корфа) и бухты (Авачинская, Карага, Оссора и др.). Далеко выступают в море скалистые полуострова (Шипунский, Кроноцкий, Камчатский, Озерной).
Центральную часть полуострова пересекают два параллельных хребта — Срединный хребет и Восточный хребет; между ними находится Центральнокамчатская низменность, по которой протекает река Камчатка.
Самая южная точка полуострова — мыс Лопатка — находится на 50° 51′ 55″ с. ш.
На территории полуострова расположен субъект Российской Федерации Камчатский край.

## Вулканы

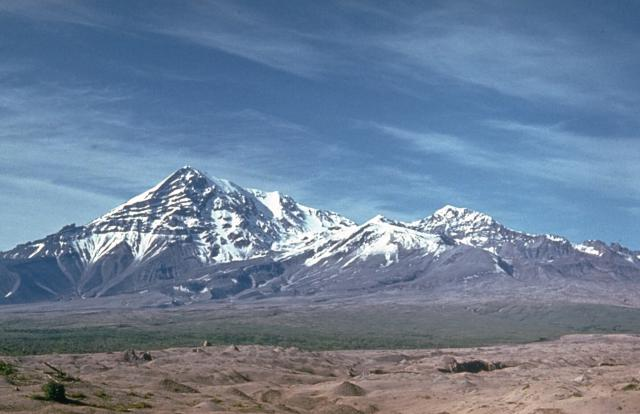
Вулкан Шивелуч

Вулканы являются главными достопримечательностями полуострова Камчатка. Изображения вулканов фигурируют на флаге и гербе Камчатского края (ранее — Камчатской области) и города Петропавловск-Камчатский, а также на большинстве сувениров, производящихся на Камчатке.
Активность вулканов является одной из причин мелких подземных толчков, происходящих в непосредственной близости от вулкана или на нём самом. Во время извержения вулканов в атмосферу выбрасываются вулканический пепел, вулканический шлак и вулканические бомбы — сгустки расплавленных горных пород, а также большое количество разнообразных газов и водяной пар.
Всего на Камчатке насчитывается больше 300 вулканов. К активным и потенциально активным вулканам относят от 28 до 36; количество зависит от применяемых классификационных признаков и от числа активизировавшихся вулканов, которые ранее считались потухшими. Крупнейшие действующие вулканы на полуострове — Шивелуч, Ключевская, Ичинская, Корякская, Авачинская, Карымская и Кроноцкая сопки.
Вулканы Камчатки включены во Всемирное наследие ЮНЕСКО.

## Землетрясения

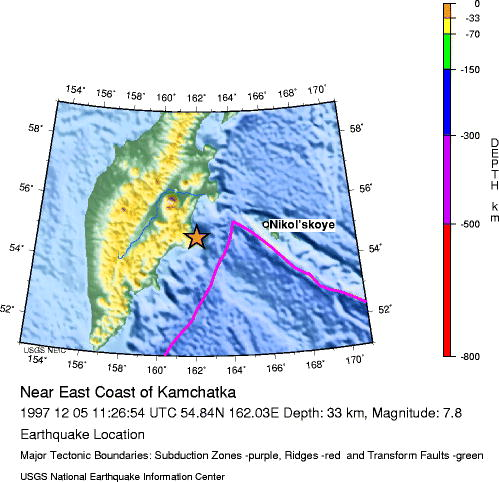
Землетрясение на Камчатке 1997 года

Полуостров Камчатка относится к сейсмически активным зонам России, входит в Тихоокеанское вулканическое огненное кольцо.
Большинство камчатских землетрясений происходит на расстоянии 30-150 километров от восточного побережья полуострова — в субдукционной зоне, примыкающей к Курило-Камчатскому жёлобу.
В апреле 2006 года разразилась серия мощных разрушительных землетрясений, которые привели к эвакуации около 1000 человек, частичным разрушениям в ряде населённых пунктов. Однако жертв со смертельным исходом удалось избежать; сообщалось только о 40 раненых. Первое землетрясение 61°00′ с. ш. 167°00′ в. д. магнитудой 7,6 произошло 21 апреля в 00:25 по местному времени, за ним последовали афтершоки магнитудой от 4,3 до 5,1, следующий мощный толчок ударил 30 апреля в 5:58 и достигал магнитуды 6,6 и также вызвал ряд афтершоков (повторных сейсмических толчков).
Сейсмические и вулканические наблюдения на Камчатке осуществляет Единая геофизическая служба Российской академии наук.

## Климат
Климат полуострова — умеренный, в центральной части — континентальный с холодной зимой и тёплым летом, на побережьях — морской со сравнительно мягкой зимой и прохладным летом. На западе полуострова, вследствие влияния холодного Охотского моря и Азиатского максимума, температуры зимой и летом ниже, чем на востоке. В свою очередь, на климат восточного побережья существенное влияние оказывает холодное Курило-Камчатское течение, поэтому лето в Петропавловске-Камчатском холоднее, чем в городах Сибири и европейской части России, расположенных на той же широте.
Зима на Камчатке длится с ноября по март, на крайнем севере полуострова — с октября по апрель. Зимой дуют преимущественно ветры западных и северо-западных направлений, приносящие холодный воздух с материка. На севере и в центре полуострова в январе морозы могут достигать −35 −40 °C, в то время как на юго-восточном побережье температуры держатся в пределах −5 −10 °C и редко падают ниже −20 °C. Циклоны, приходящие как правило со стороны Японии, приносят сильные снегопады и метели, во время которых температуры повышаются до слабоположительных значений.
Лето в центре полуострова — тёплое; на побережьях, как правило, — прохладное и пасмурное, с частыми туманами и затяжными дождями. В июльский день в сёлах Мильково и Козыревск в центральной части полуострова дневная температура может достигать +30 °C, в то время как в городе Елизово, расположенном в 300 км к югу, — +20 °C, а в Петропавловске-Камчатском, расположенном всего в 30 км к юго-востоку от последнего — +15 °C.
Осадки распределяются по территории полуострова неравномерно: на юго-востоке среднегодовое количество осадков достигает 1500—2000 мм, на западном побережье — до 600 мм.

## Реки

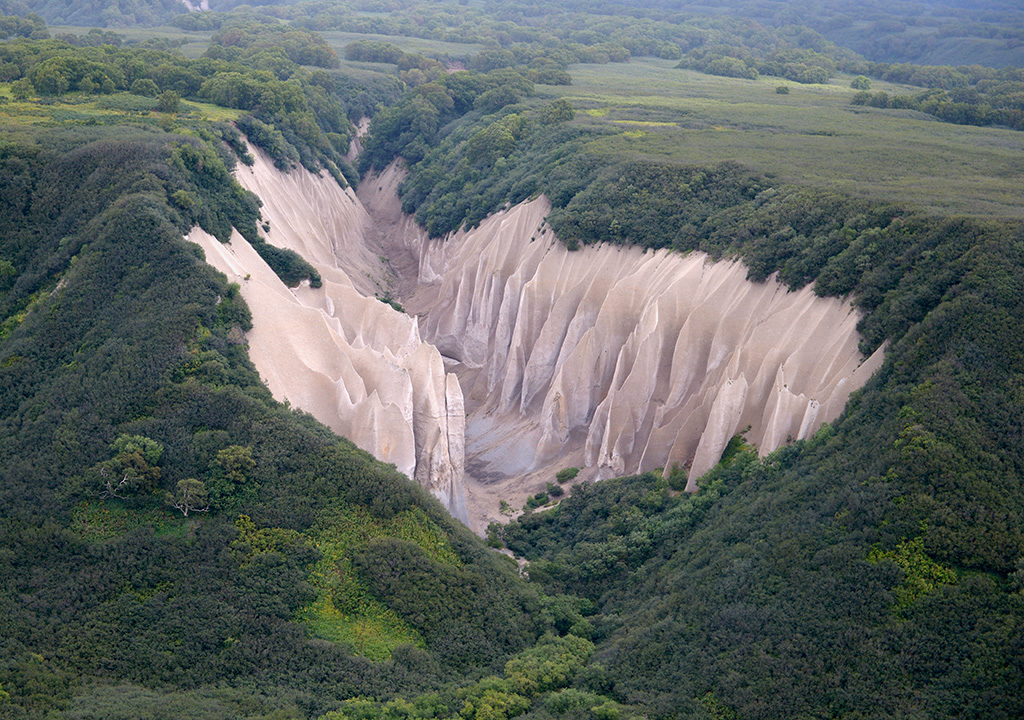
Кутхины баты — бывший памятник природы, причудливое обнажение пемз

Большинство камчатских рек берут начало у подножья гор и в ледниках. Этим объясняется чистота и качество их вод. В период нереста рыбы реки Камчатки привлекают к себе большое количество туристов — любителей рыбной ловли, а также природных рыболовов — камчатских медведей.
Многие реки Камчатки хороши для спортивного рафтинга. Наиболее популярны среди поклонников этого вида спорта река Авача и река Малкинская Быстрая.
У слияния рек Гейзерная и Шумная расположена Долина Гейзеров, часть Кроноцкого государственного биосферного заповедника.
Самая большая река — Камчатка — в нижнем течении пригодна для судоходства.
Из-за горного рельефа реки имеют большой энергетический потенциал. Действует Быстринская ГЭС и Толмачёвский каскад ГЭС, есть проект Жупановского каскада ГЭС (три ГЭС общей мощностью 400 МВт и годовой выработкой 2 млрд кВт*ч)
Другие реки Камчатки:
- Авача
- Белоголовая
- Быстрая
- Горячая
- Жупанова
- Кихчик
- Опала
- Паужетка
- Пенжина
- Тигиль
- Ука
- Щапина

## Озёра
Озёр на Камчатке немного, но происхождение их довольно различно.
- Вулканические, образующиеся в кратерах и кальдерах потухших вулканов, к которым можно отнести Курильское и Кроноцкое озера.
- В районе вулканизма и молодых тектонических движений имеются тектонические озёра, например, озеро Дальнее (около вулкана Авачинская сопка).
- На восточном побережье образуются озёра-лагуны, крупнейшее из которых — мелководное озеро Нерпичье, расположенное в устье реки Камчатка[19].

Список озёр:
- озеро Голыгинское
- озеро Карымское
- озеро Кроноцкое
- озеро Костакан
- озеро Курильское
- озеро Начикинское
- озеро Нерпичье
- озеро Паланское
- озеро Сокочинское
- озеро Штюбеля
- Голубые озёра
- Калыгирь
- озеро Халактырское
- озеро Пьера

## Флора
Растительный мир Камчатки насчитывает около 1200 видов сосудистых (высших) растений. Наблюдается сравнительная обеднённость камчатской флоры по сравнению со схожими климатическими зонами Дальнего Востока. Дендрофлора региона, включая острова (Командорские и Карагинский), насчитывает более 100 видов деревьев, кустарников, полукустарников, кустарничков, лиан и прочих растений с деревенеющими стеблями, что составляет примерно 7 % от флоры сосудистых растений региона.
Из деревьев самая распространённая порода — берёза Эрмана, или каменная (Betula ermanii), образующая редкостойные леса по всему краю и доходящая на север до юга Корякского нагорья. В оптимальных условиях берёза каменная — довольно крупное дерево, до 15-20 м высотой и 90 см в диаметре. Однако на океанском побережье, у верхней границы леса и на севере полуострова вследствие неблагоприятных климатических факторов её ствол нередко сильно искривлён и редко достигает даже 10 м высоты.
Менее распространены крупные хвойные деревья: лиственница охотская (Larix ochotensis) и ель аянская (Picea ajanensis), образующие леса преимущественно в долине реки Камчатки. Эндемик полуострова — пихта грациозная (Abies gracilis) — встречается на площади около 22 га только в приустьевой части реки Семячик на восточном побережье Камчатки.
Тополь душистый, осина, ольха волосистая, чозения, ива сахалинская растут, в основном, в поймах рек. В подлеске в центральных и южных районах Камчатки встречаются черёмуха азиатская, боярышник зелёномякотный, бузина камчатская, рябина камчатская, ива козья и другие.

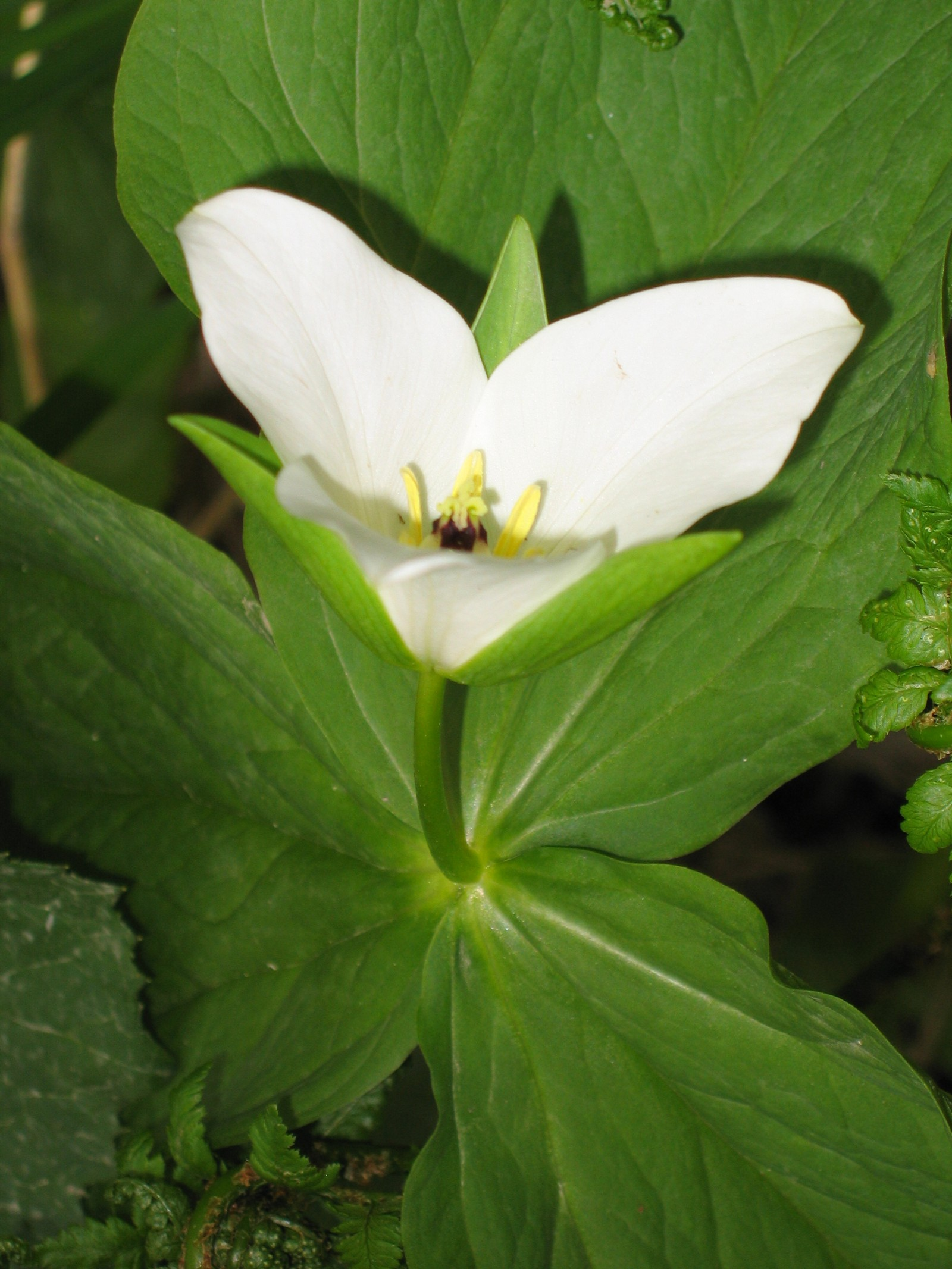
Триллиум камчатский

По склонам гор и на плато широко распространены кедрач, или кедровый стланик (Pinus pumila), и ольха камчатская (Alnus kamtschatica), образующие на огромных площадях своеобразные стланиковые леса.
Для Камчатки очень характерно высокотравье — такие виды, как борщевик сладкий (Heracleum dulce), лабазник камчатский, или шеломайник (Filipendula camtschatica), дудник медвежий (Angelica ursina), какалия камчатская (Cacalia kamtschatica), страусопер обыкновенный (Matteuccia struthiopteris) и др. достигают высоты 3-4 метров. Степан Крашенинников писал: «Травы по всей Камчатке без изъятия столь высоки и сочны, что подобных им трудно сыскать во всей Российской империи. При реках, озёрах и в перелесках бывают гораздо выше человека, и так скоро растут, что на одном месте можно сено ставить по последней мере три раза в лето».
Камчатка богата дикими ягодами — на полуострове растёт жимолость съедобная, два вида голубики, водяника (шикша), брусника, два вида клюквы, морошка, княженика (арктическая малина), малина сахалинская, смородина — красноплодные виды: печальная и бледноцветковая, а также редкая здесь черноплодная смородина-дикуша, рябина — крупноплодная бузинолистная и мелкоплодная камчатская, красника (клоповка), костяника и др.

## Животный мир

### Морская фауна
Акватории Камчатки — единственный регион Мирового океана, где обитают все шесть видов тихоокеанских лососей.

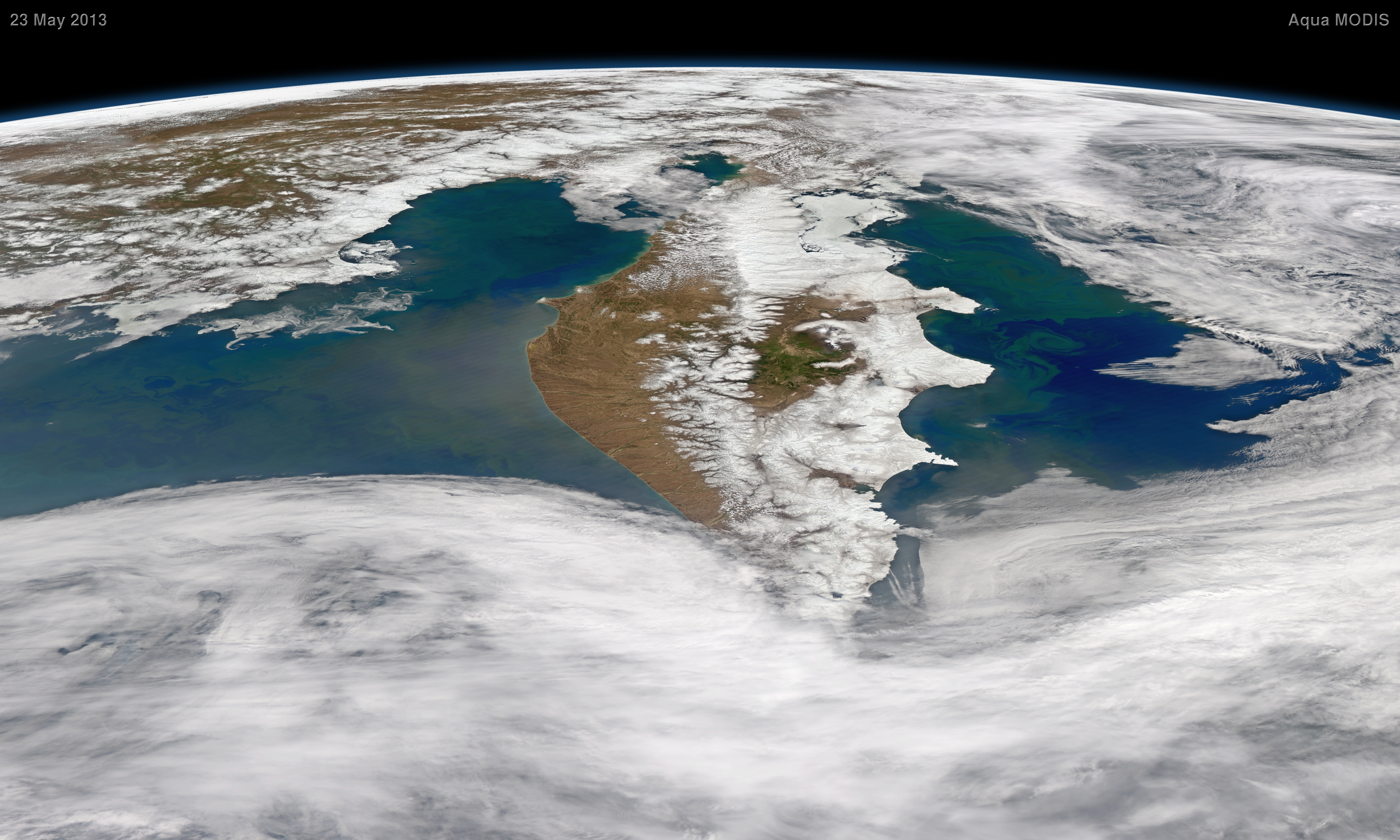
Цветение воды вокруг Камчатки в мае 2013

Воды, омывающие Камчатку, богаты разнообразными моллюсками: мидия, литторина, трубач, хитон; ракообразными: креветка, камчатский краб; морскими млекопитающими: тюлень, сивуч, калан, морж, морской котик, косатка, а также большим количеством видов рыб: в Беринговом море — 394 вида, в Охотском море — 270 видов. Одной из наиболее распространённых и многочисленных глубоководных промысловых рыб в этом районе является гигантский макрурус.
В Тихом океане видовой состав ещё разнообразнее и включает в себя семейства рыб: тресковые, камбаловые, сельдевые, корюшковые, терпуговые или морские ленки, окуни морские, рогатковые или морские бычки, лососёвые, тихоокеанские благородные лососи, гольцы, а также морские беспозвоночные.

### Пресноводная фауна
Видовой состав рек и озёр Камчатки сравнительно беден, типичных пресноводных видов очень немного — это хариус, микижа (пресноводная форма камчатской сёмги), речные и озёрные формы мальмы, корюшки, нерки и кижуча. В бассейне реки Камчатки также встречаются интродуцированные серебристый карась, амурский сазан, сибирский усатый голец. И лишь на самом севере, в основном в бассейне рек Пенжина, Таловка, Рекинники и некоторых других, встречаются такие виды, как пенжинский омуль, сиг-востряк, пыжьян и другие сиговые, а также щука, подкаменщик, налим и некоторые другие.

### Птицы
На Камчатке водятся тихоокеанская чайка, топорок, берингийский баклан, тихоокеанский чистик, кайры, глупыши являются представителями базаров. Повсюду представлены и такие виды — вороны, сороки, кедровки, трясогузки, куропатки, кулики. Менее доступны для наблюдения такие мелкие птицы, как малая мухоловка, китайская зеленушка, пятнистый конёк, охотский сверчок, сизая овсянка, соловей-свистун, юрок, восточная синица, овсянка-дубровник, сибирский жупан, обыкновенный щур, синехвостка, горный дупель, розовая чайка. Множество представителей хищной фауны, в том числе белоплечий орлан, орлан-белохвост, беркут, сапсан, скопа, ястребиная сова и др.

### Сухопутная фауна

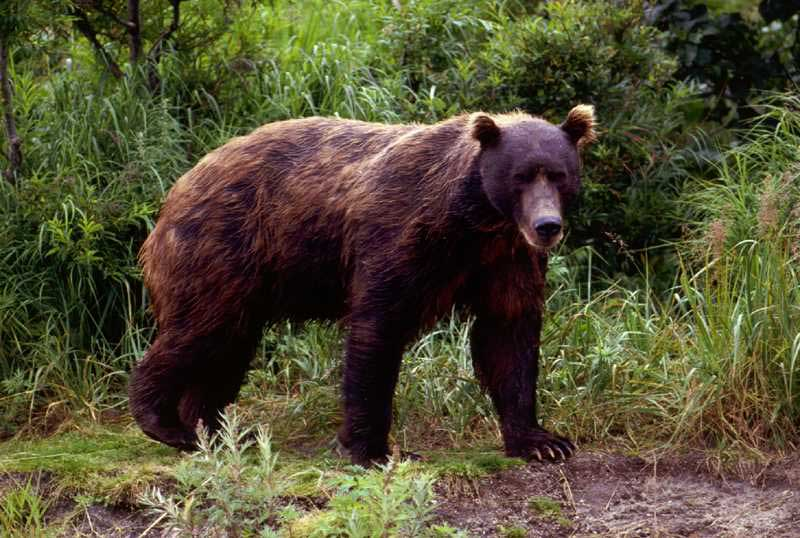
Бурый камчатский медведь весной

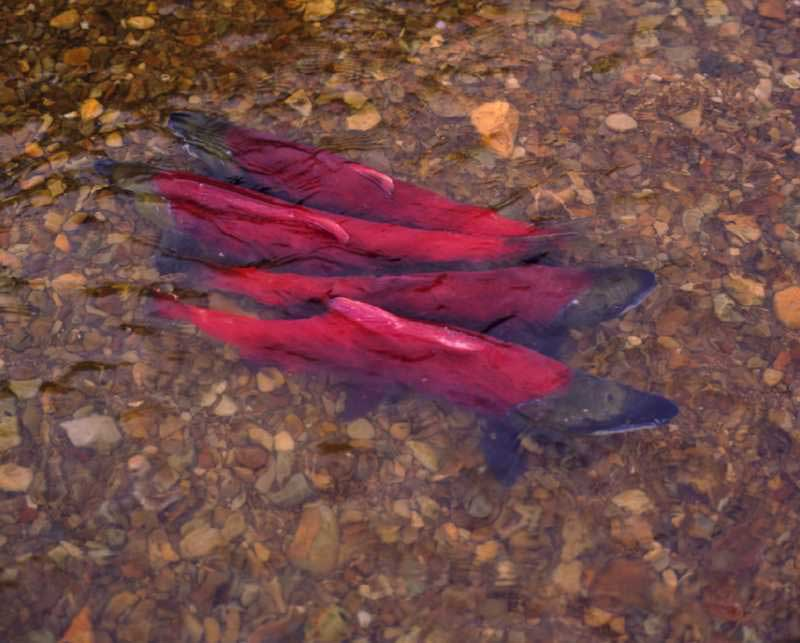
Лососёвые на нересте

Фауну сухопутных млекопитающих составляют: камчатский соболь, горностай, выдра, заяц-беляк, ондатра, лисица, лось, северный олень, снежный баран, рысь, полярный волк, росомаха, ласка, берингийский суслик, камчатский сурок и др. Фауне присущи некоторые черты островного характера: на Камчатке нет многих типичных для Восточной Сибири и Дальнего Востока таёжных животных — например, кабарги, дикуши — только на самом севере края (в Пенжинском районе) встречается белка-летяга, сравнительно недавно через Парапольский дол и далее к югу проник якутский бурундук, так же, как и рысь в 1930-е годы. Из крупных хищных зверей лесной зоны самым заметным и самым известным видом был и остаётся камчатский бурый медведь.
Из членистоногих много пауков.
Из земноводных на Камчатке встречаются сибирский углозуб, озёрная и травяная лягушки. Сибирский углозуб — аборигенный вид, распространённый по всему полуострову вплоть до самых северных районов. Озёрная лягушка, интродуцированная на Камчатку в конце XX века, обитает в Халактырском, Медвежьем и Култучном озёрах в Петропавловске-Камчатском, в Паратунской долине, окрестностях села Малки, районе Мутновской ГеоЭС, а также в некоторых термальных водоёмах в Мильковском и Быстринском районах. Травяная лягушка известна пока только из одного пункта на юго-западе полуострова (Голыгинские ключи), куда была намеренно интродуцирована в 2005 году из Подмосковья. За 10 лет там сформировалась первая устойчивая популяция этого вида.
Сухопутные рептилии отсутствуют; дважды у берегов полуострова вылавливалась морская кожистая черепаха, мигрировавшая из тропических морей.

## Особо охраняемые территории
Значительная часть территории Камчатского полуострова отведена под особо охраняемые территории. Среди них — 3 государственных заповедника, 5 природных парков, 8 заказников федерального значения и 23 — местного, 105 памятников природы, 2 санаторно-курортные зоны и некоторые другие виды охраняемых территорий.

### Заповедники
- Командорский заповедник
- Кроноцкий заповедник
- Корякский заповедник

### Природные парки
- Южно-Камчатский природный парк
- Налычевский природный парк
- Ключевской природный парк
- Быстринский природный парк
- Природный парк Голубые озёра

### Заказники
- Южно-Камчатский заказник
- Олений Дол (заказник)

## История

### Первое посещение русскими земли Камчатской

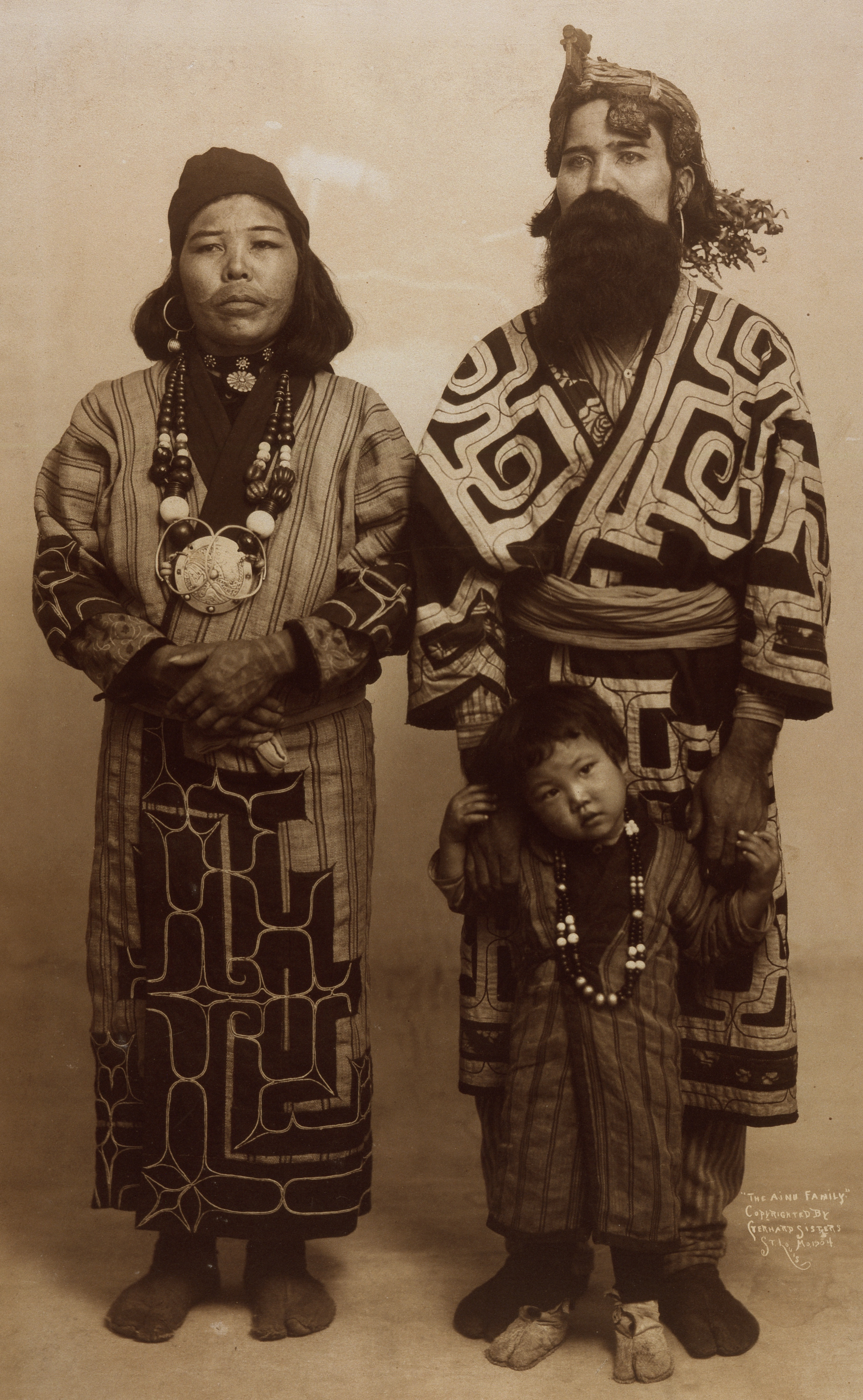
Семья айнов в традиционных костюмах, 1904 год

До открытия русскими полуостров населяли различные чукотско-камчатские народы (в частности, ительмены, коряки и алюторцы). Южная оконечность полуострова была также самой северной точкой расселения айнов.
9 февраля 1651 года Михаил Стадухин и его спутники вышли из зимовья на реке Анадырь на нартах посуху в поисках пути на знаменитую реку Пенжину. 5 апреля 1651 года после почти двух месяцев голодных блужданий они вышли на реку Аклен, правый приток Пенжины, построили маленькие кочи и сплавились до устья реки. Там они построили морские кочи. Проплывая от Пенжины к Гижиге, стадухинцы огибали полуостров Тайгонос, о котором писал впоследствии Степан Крашенинников: «Между Чондоном и Паренем есть Тайноцкий мыс, который столь далеко в море простирается, что с изголови его можно видеть Камчатский берег». Это были первые русские, которым удалось увидеть западное побережье полуострова Камчатка.
По архивным данным, на рубеже 1650-х — 1660-х годов на Камчатку из русских одними из первых пришли беглый колымский казак Леонтий Федотов сын и промышленный человек Сава Анисимов Сероглаз (он же — Шароглаз). Они продолжительное время незаконно собирали ясак с коряков в районе реки Лесная (она же Уемлян, Воемля), северо-западное побережье Камчатки.
В 1696 якутский казак Лука Морозко, посланный из Анадырска, дошёл до р. Тигиля.
В 1697 Владимир Атласов, который вышел в январе из Анадырского острога с отрядом из 120 человек, пересёк Корякский хребет и достиг восточного берега Камчатского полуострова. Затем обследовал западный (Пенжинский) берег. Летом на верховье р. Камчатки он поставил Верхнекамчатский острожек.
В 1729 году Витус Беринг обогнул Камчатку с юга, открыв Камчатский залив и Авачинскую губу.
В 1740-х годах при посещении Камчатки Стеллер отметил, что существовало всего четыре острога: Нижнекамчатский, Верхнекамчатский, на реке Ких (Большерецкий) и в бухте Петра и Павла. Пятый острог в это время закладывался около Тигиля.
На 1771 год на Камчатке были три острога: Нижний, Верхний и Большерецкий. Главенствовал Большерецк, в 30 км от Пенжинского моря. В Большерецке была большая канцелярия с общим для всех четырёх округов командиром — капитаном Ниловым (он был в подчинении командира Охотского порта). Также там имелись казённый командирский дом, церковь Успенья Богородицы, 4 кладовых амбара, 23 купеческих лавки, 41 обывательский дом на 90 «постояльцев» и 70 человек гарнизона, 40-50 из которых — всегда в разъездах.

### Начало картографии Камчатки (до I Камчатской экспедиции Беринга)
Географическая карта, показывающая современную Сибирь, впервые была издана в первом атласе мира «Teatrum Orbis Terrarum» в Антверпене в 1570 году. Восточный берег Азии на этой карте «Tartariae sive Magni Chami Regni typis» не имел ничего, что могло указывать на Камчатку. Камчатки была неизвестна до 1690 года, когда бургомистр города Амстердама Николаас Витсен, после многих лет сбора сведений, составил большую карту «Новая ландкарта северной и восточной части Азии и Европы ... от Николааса Витсена. В год 1687.», выгравировал её, и начал распространять среди учёных Европы. Об этой карте участник Второй Камчатской экспедиции Г.-Ф. Миллер в своём каталоге 1761 г. написал: «Сей картой начинается новый период в землеописании и истории ландкарт России». Карта Витсена была составлена, по русским источникам, имела скромное изображение Камчатки — реки, впадающей в Амурское море Восточного океана. Экземпляры этой редкой карты, склеенной из нескольких листов, хранятся в собраниях РНБ в Санкт-Петербурге и РГАДА в Москве.
Впервые название «Камчатка» появилась не позднее 1697 г. на русском рукописном чертеже, названном «картой Петра Годунова 1667 г.», который нарисовал в Тобольске Семён Ульянович Ремезов. Этот чертёж содержался в рукописной книге С. У. Ремезова, в начале XX века найденной Л. С. Багровым. Эта «Хорографическая чертёжная книга» С. У. Ремезова была факсимильно издана в 2011 году в Тобольске (отпечатана в Италии) Фондом «Возрождение Тобольска». На карте Сибири Петра Годунова (1667 г.) показана река Камчатка — таким образом, это первое письменное упоминание о Камчатке как таковой. Это упоминание появилось ещё до открытия полуострова.
В 1700 Атласов встречался в Тобольске с С. Ремезовым, составлявшим карту Сибири, благодаря чему картографическое описание Камчатки стало более подробным.
Расположенные в окрестностях полуострова камни Драхенфельса были обследованы в 1885 г. Ф. К. Геком; название было присвоено в 1901 г. по фамилии офицера транспорта «Якут» Вернера Вернеровича Драхенфельса (1878—?).
Бухта Наталии была обследована в 1885 году Ф. К. Геком на шхуне «Сибирь», им же названа по имени жены владельца шхуны «Сибирь» Наталии Линдгольм.

### Современность
В 2020 году в ряде мест на побережье Камчатки произошла массовая гибель морских животных, вызванная аномально активным цветением морской воды, известным как «красный прилив», которую вызвали динофлагелляты рода Gymnodinium.

## Фильмы о Камчатке
- д/ф «Камчатка», реж. И. Колобнева, «Школфильм» 1969 г[37].
- В 1991 году киностудией «Леннаучфильм» был снят научно-популярный фильм «Земля Камчадалия» (режиссёр-оператор — В. Петров). Фильм посвящён истории, природе и текущим проблемам Камчатского края.
- В 1992 году компанией «BBC» снят документальный фильм «Царство русского медведя» — сериал, который наиболее полно представляет многообразие и своеобразную уникальность природы России и Стран Содружества. В шестой серии ведущий Николай Николаевич Дроздов рассказывает о природном территориальном комплексе Камчатки[38].
- В 2004 году киностудия «Мосфильм» выпустила художественный фильм режиссёра Эльдора Уразбаева «Богатство» по роману Валентина Пикуля. Перед зрителем предстала подлинная военная обстановка начала 20 века на Дальнем Востоке и, в частности, на Камчатке. Одним из основных мест для съёмки была выбрана ительменская деревня «Пимчах».
- В 2013 году была снята программа «Орёл и Решка», посвящённая Камчатке.
- В 2015 году «Дальневосточной киностудией» был снят документальный фильм «Экспедиция на край земли» (режиссёр — А. Самойлов), посвящённый путешествию С. П. Крашенинникова на Камчатку. Фильм был удостоен награды в номинации «Документальные короткометражные фильмы» на международном кинофоруме Золотой Витязь.
- В октябре 2018 года состоялась премьера публицистического фильма гвардии «Камчатка», в котором рассказывается об обороне Петропавловска малочисленными силами местного гарнизона от вторжения эскадры из 6 французских и британских кораблей в ходе Крымской войны в 1854 году. Режиссёр — Никита Снегов.
- В 2020 году «ВДудь» снял документальный фильм «Камчатка — полуостров, про который забыли». В ролике освещается история, география и проблемы современной Камчатки. В видео приняли участие Алексей Озеров (вулканолог), Константин Брызгин (глава Петропавловска-Камчатского) и другие.

## В культуре
- В репертуаре рок-группы «Кино» есть песня «Камчатка» и альбом «Начальник Камчатки».
- «Камчатка» — котельная в доме № 15 по улице Блохина в Санкт-Петербурге, где работал рок-музыкант, лидер группы «Кино» Виктор Цой. В честь неё и получили своё название песня и альбом (см. чуть выше).
- «Камчатка» — песня группы «Калинов мост» из альбома «SWA», вышедший в 2006 году. В припеве также упоминается река Авача.
- Уроженка Камчатки Галина Волкова и композитор Дмитрий Кравченко написали песню «Камчатка в порядке»[39].
- «Камчатка» – песня дуэта «Чай вдвоём»
- При передаче сигналов точного времени 1-й программой проводного радиовещания СССР перед выпуском новостей перечисление текущего времени в часовых поясах страны заканчивалось запоминающейся фразой «в Петропавловске-Камчатском — полночь»[40].
- Последнюю парту в школе называют «камчатка»[41].

### В филателии

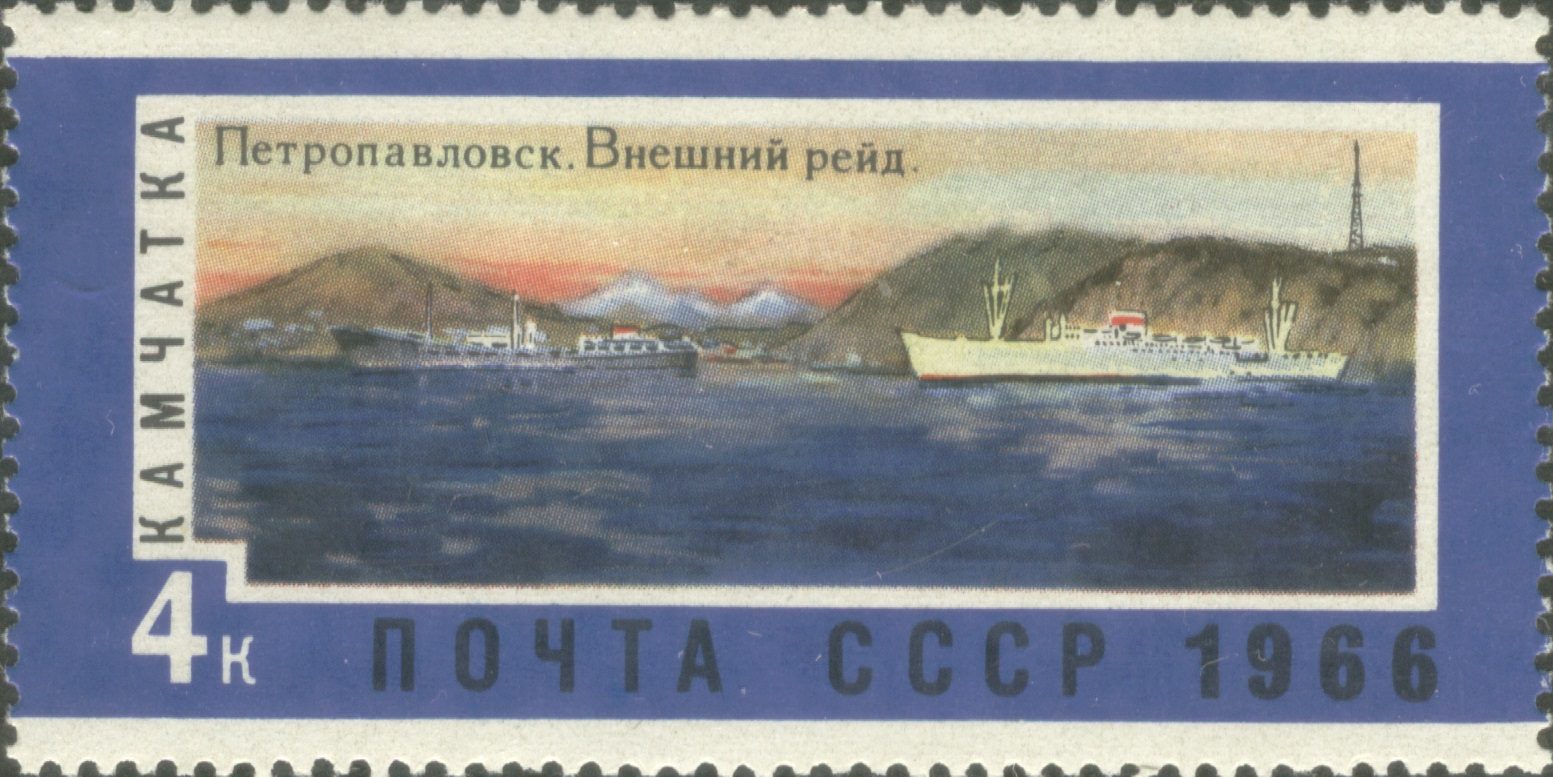
Почтовая марка СССР, 1966 год. Город Петропавловск-Камчатский
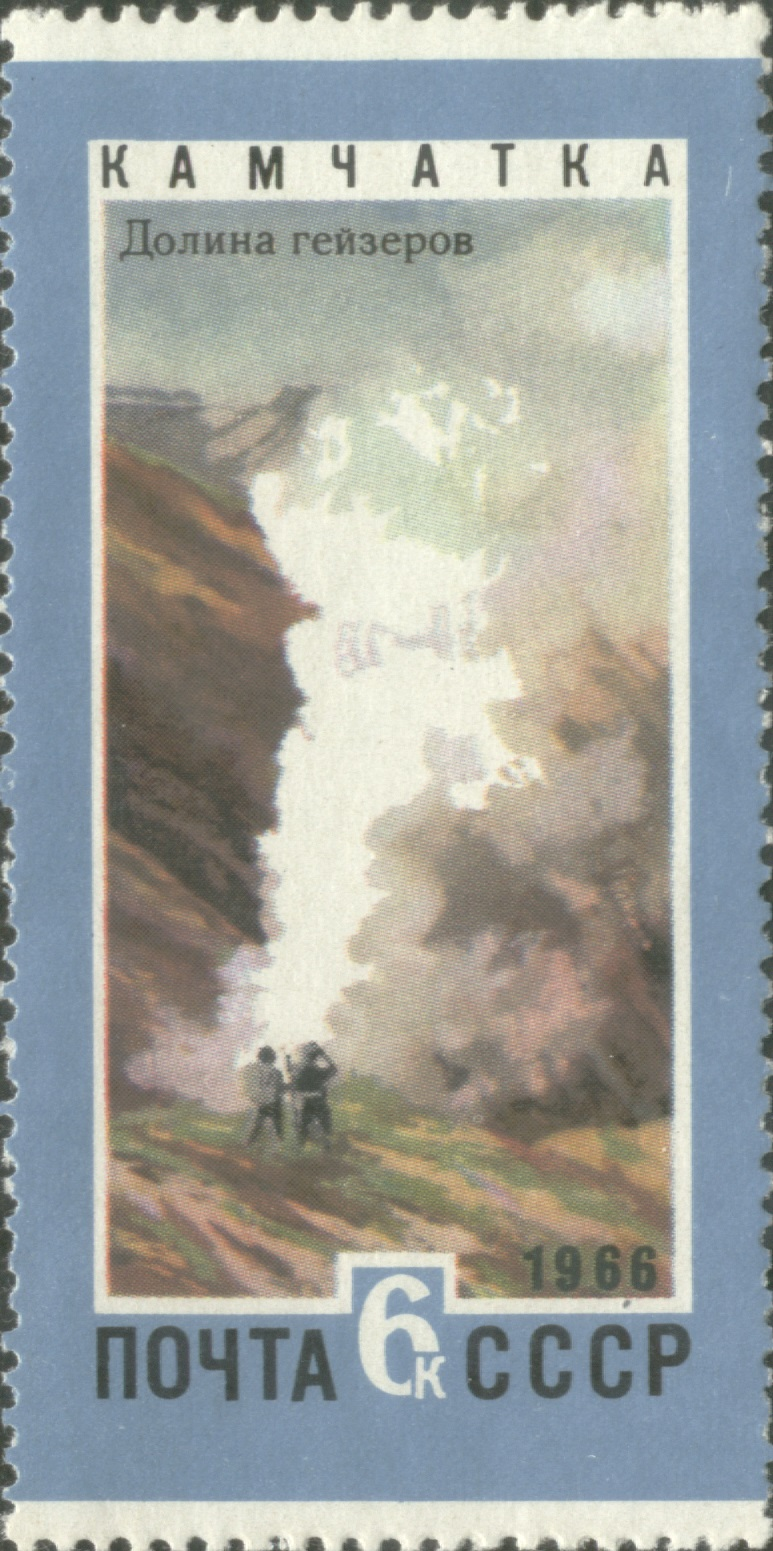
Почтовая марка СССР, 1966 год. Долина гейзеров
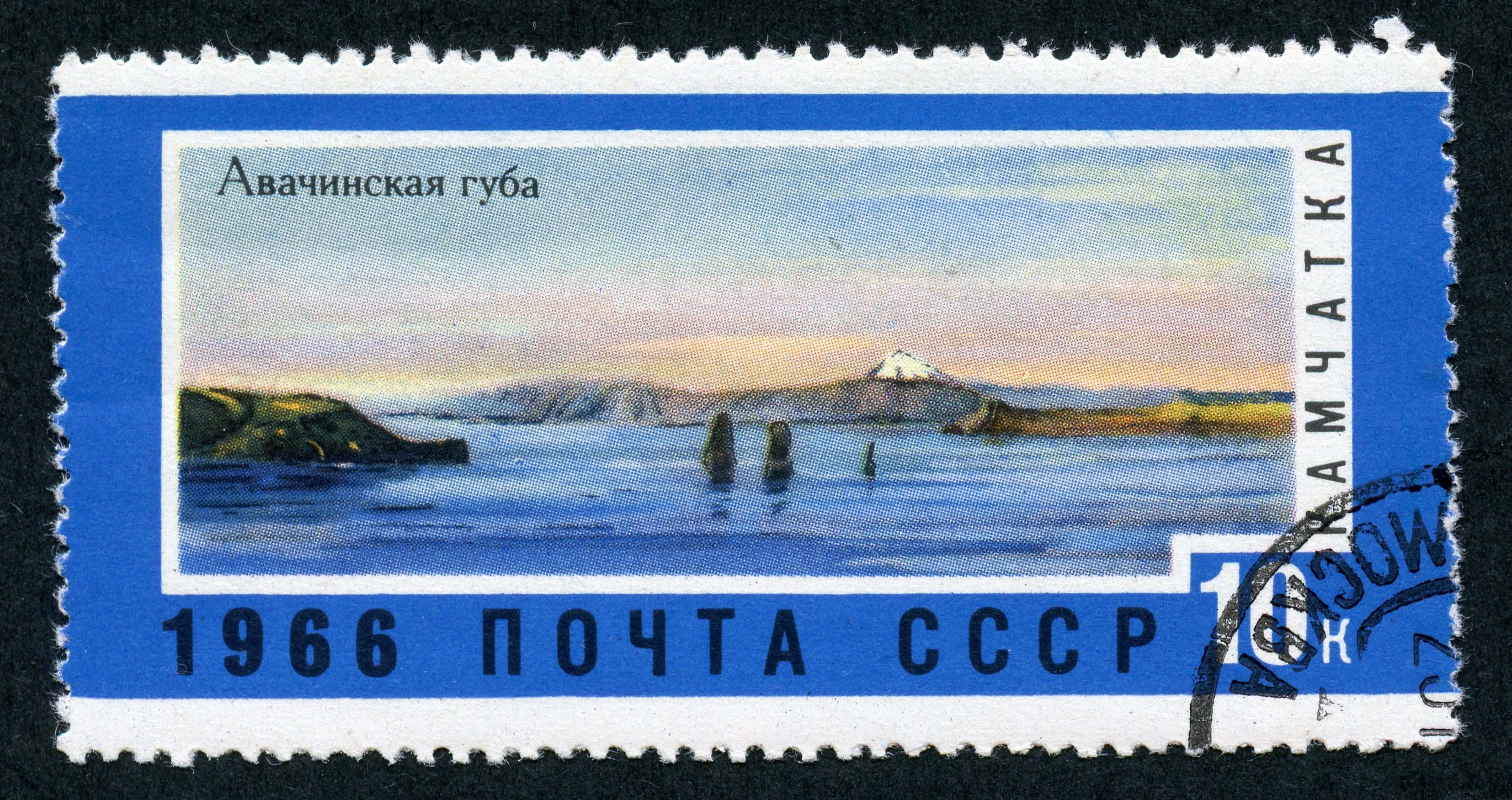
Почтовая марка СССР, 1966 год. Авачинская губа

## Галерея

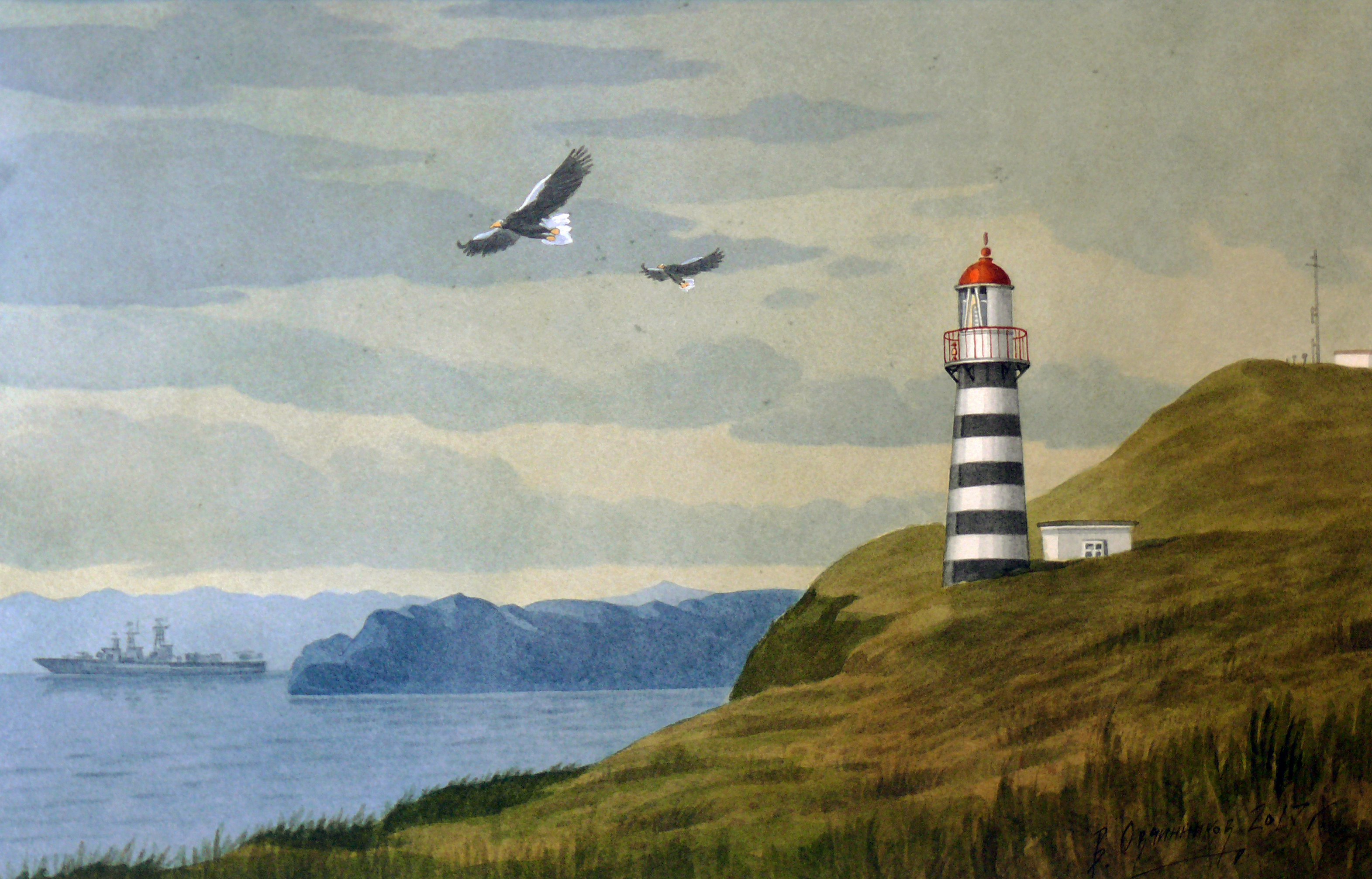
«Маяк Петропавловский (Вауа, Дальний) на мысе Маячный» Картина В. И. Овчинникова
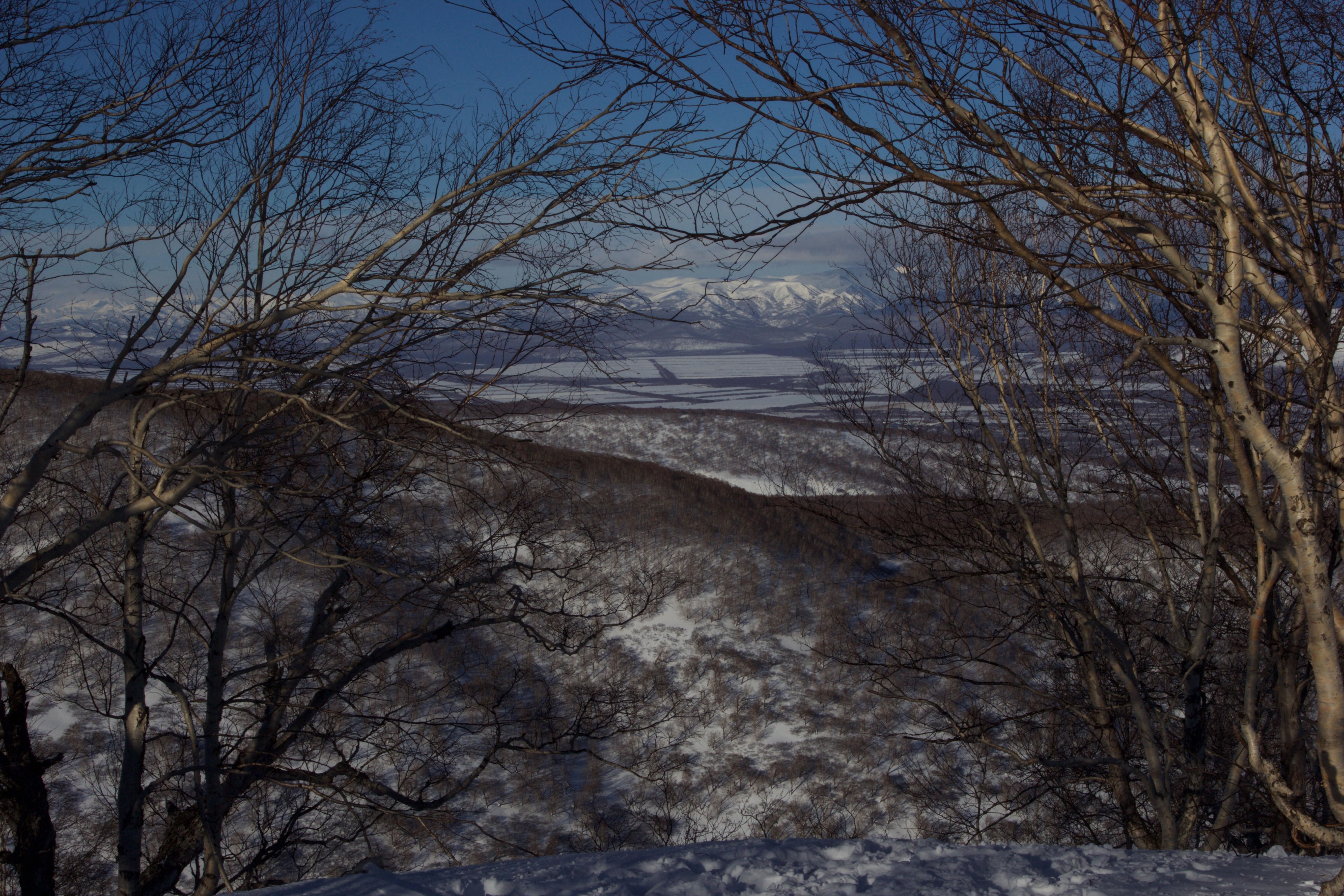
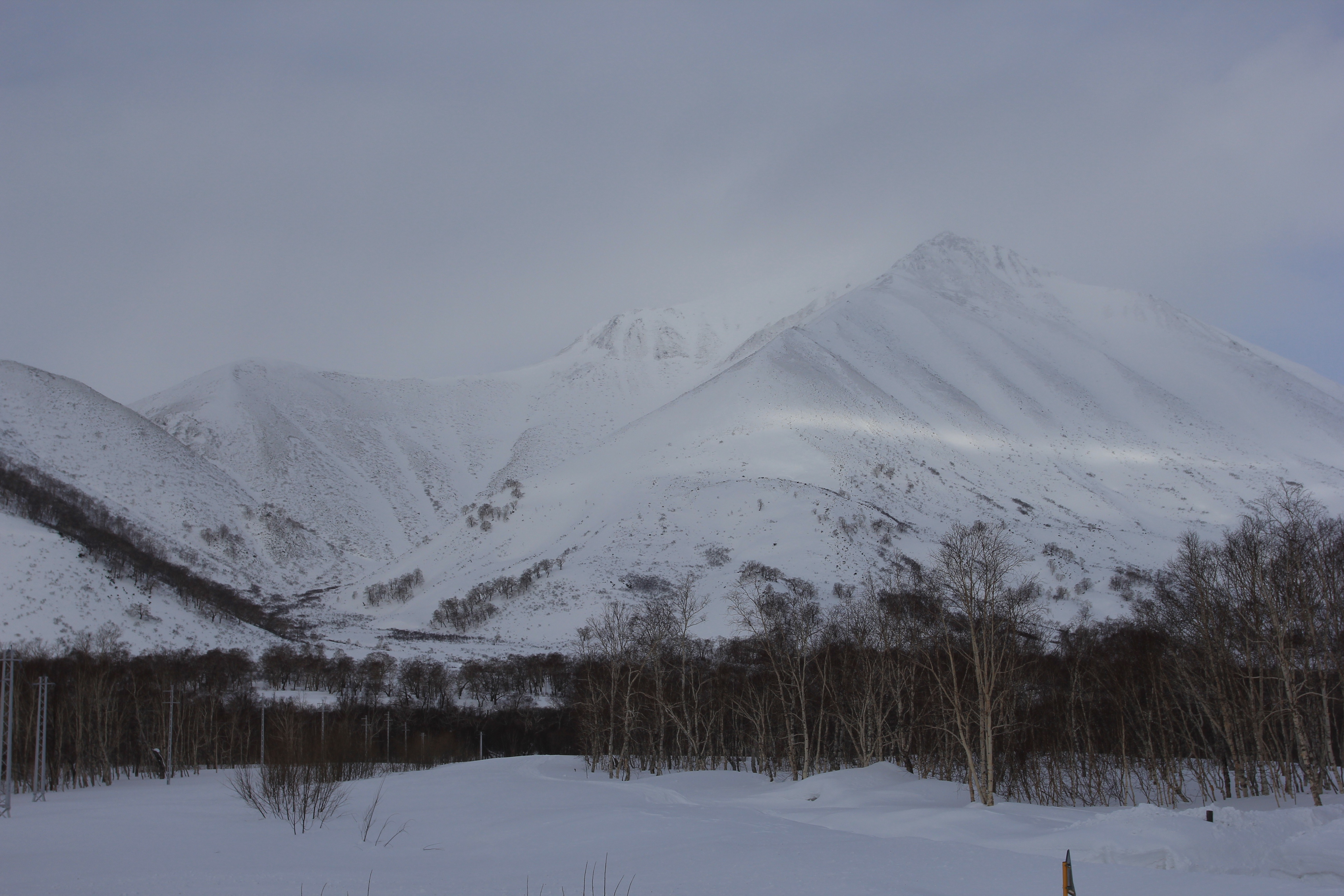
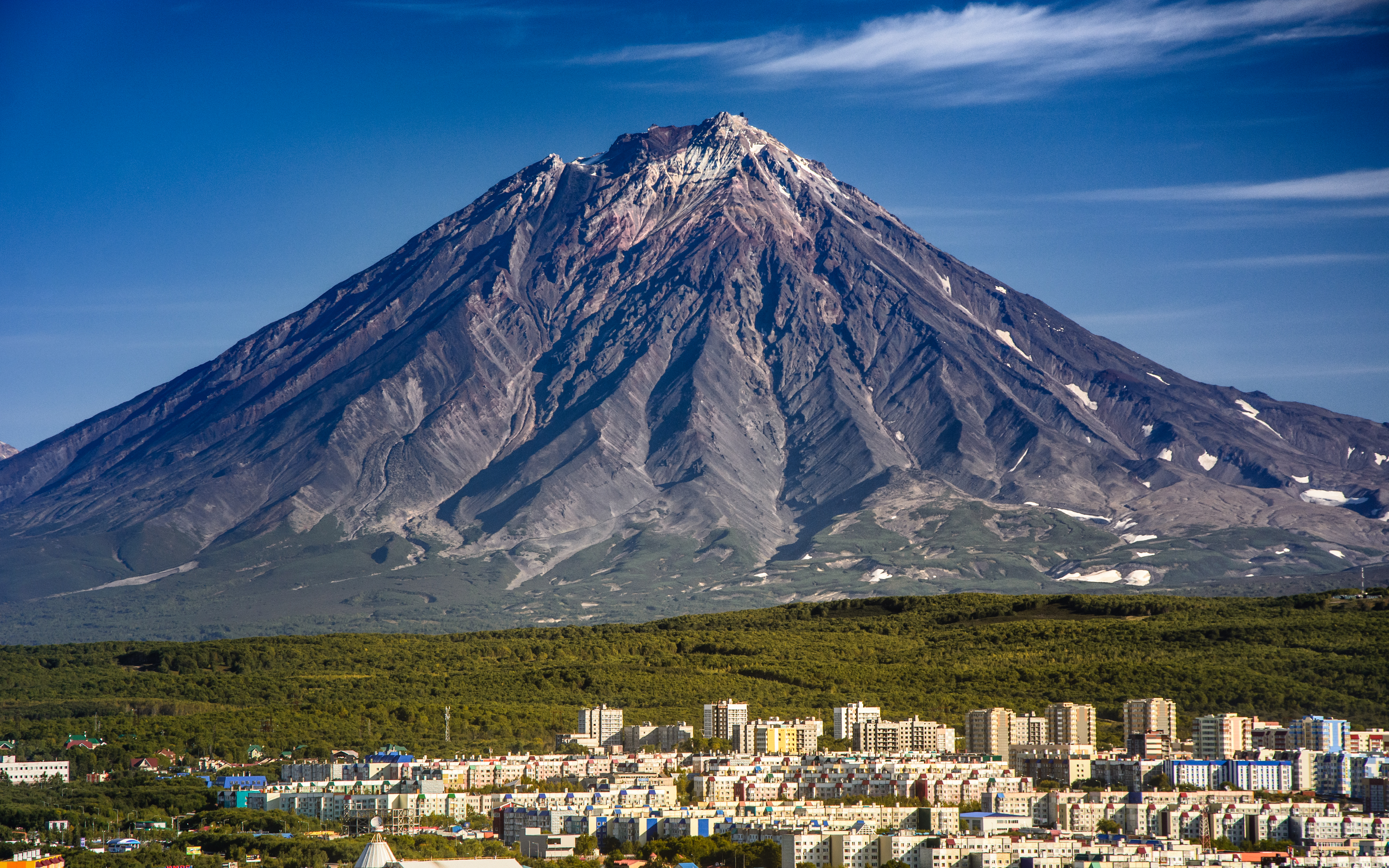
Петропавловск-Камчатский
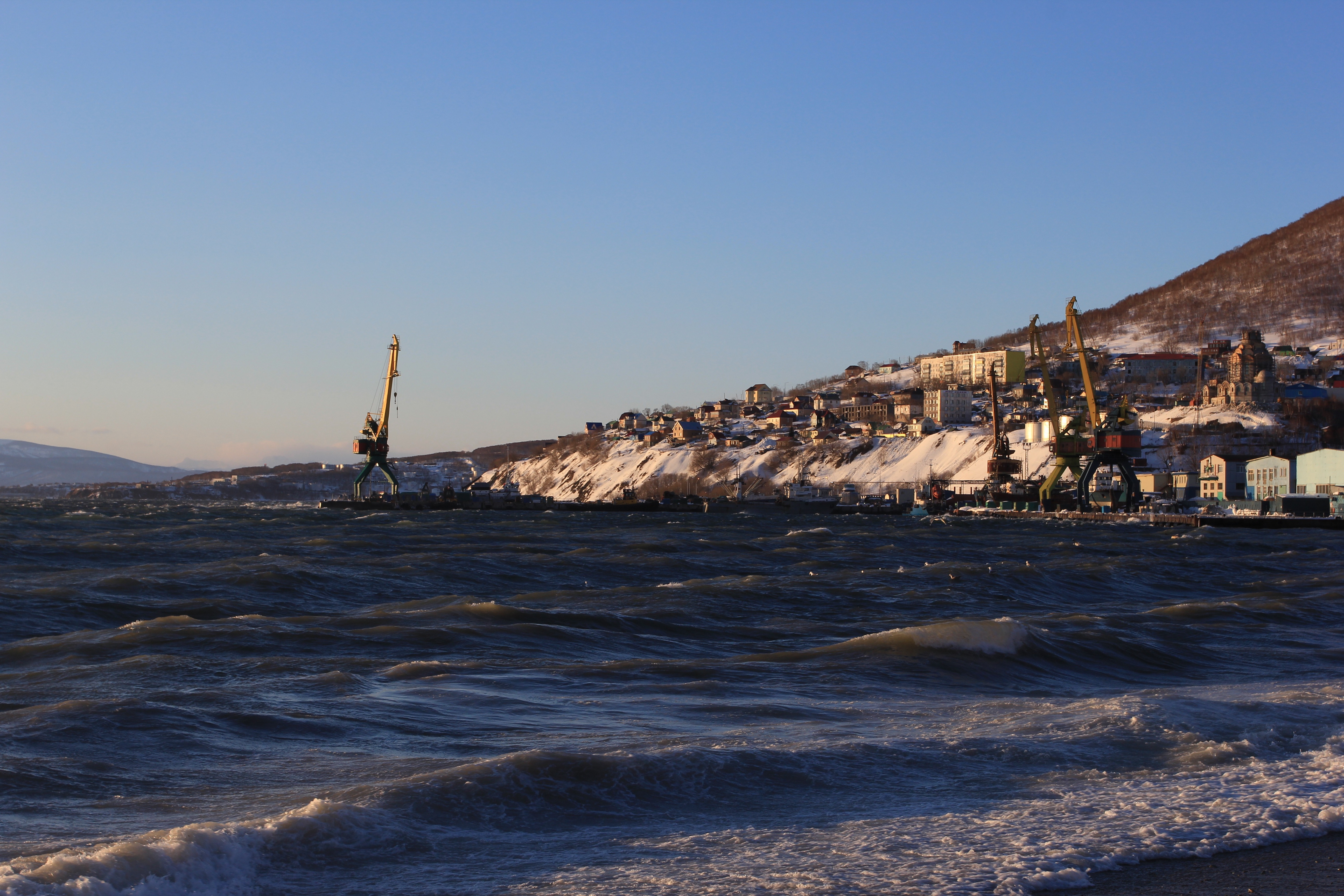
Побережье Тихого океана